# 101真狗
《101真狗》（英語：101 Dalmatians）是一部真人与3D动画结合的电影，重拍自1961年动画电影《寶貝歷險記》，由Stephen Herek執導，1996年11月27日于美国上映。续集《102斑點狗》于2000年由迪士尼推出。

## 劇情
电脑游戏设计师罗杰在一天早晨带着自己的大麦町犬到公园游玩时巧遇到正在带着大麦町母犬的服装设计师安妮塔，在两只大麦町犬恶戏剧化的撮合下，他们二人结婚了。罗杰与安妮塔结婚不久，两只大麦町犬也成为了小大麦町犬的父母，而且一胎共生下了15只小狗，安妮塔所在的服装设计公司的老总—库伊拉是个邪恶的女皮草狂，在看了安妮塔所设计的斑点皮衣设计图时便起了歹意，想利用这些小狗的毛皮制作一件大衣，便雇人去诱拐了这15只小狗，罗杰与安妮塔发现后便联系警察去寻找这15只小狗的下落，因此还引起了众多动物朋友的帮助，开始了营救的行动……。

## 演员
| 角色   | 演员            | 配音   | 配音          | 配音     |
| 角色   | 演员            | 台湾   | 香港(TVB版本) | 中国大陆 |
| ------ | --------------- | ------ | ------------- | -------- |
| 克瑞拉 | 格伦·克洛斯     | 郎祖筠 | 盧素娟        | 刘雪婷   |
| 艾尼塔 | 乔莉·理查森     | 劉小芸 | 沈小蘭        | 张丽敏   |
| 罗杰   | 杰夫·丹尼尔     | 周寧   | 招世亮        | 刘清纬   |
| 贾斯珀 | 曉·萊利         | 胡大衛 | 潘文柏        | 张瑶函   |
| 霍勤斯 | 马克·威廉姆斯   | 沈光平 | 李錦綸        | 付绍业   |
| 南妮   | 琼·普莱怀特     | 崔幗夫 | 蔡惠萍        | 林美玉   |
| 阿朗   | 蒂姆.麦金利亚尼 |        | 陳永信        |          |
| 阿冼   | 约翰·沙鹏       |        |               |          |
| 費迪   | 休·弗雷澤       |        | 李錦綸        |          |
| 浩賓   | Zohren Weiss    |        | 陸惠玲        |          |

## 獎項
| 頒獎典禮     | 獎項                        | 名字        | 結果 |
| 第54屆金球獎 | 電影類-音樂喜劇類最佳女主角 | 格倫·克洛斯 | 提名 |

## 外部連結
- 互联网电影数据库（IMDb）上《101真狗》的资料（英文）
- 爛番茄上《101真狗》的資料（英文）
- AllMovie上《101真狗》的资料（英文）
- Box Office Mojo上《101真狗》的資料（英文）
- Metacritic上《101真狗》的資料（英文）
- 豆瓣电影上《101真狗》的資料 （简体中文）
- 时光网上《101真狗》的資料（简体中文）
- 開眼電影網上《101真狗》的資料（繁體中文）